# Slay (canción de Everglow)
«Slay» es una canción interpretado por el grupo femenino surcoreano Everglow de su cuarto álbum sencillo All My Girls. Fue lanzada como sencillo principal del álbum por Yuehua Entertainment el 18 de agosto de 2023.

## Antecedentes y lanzamiento
El 26 de julio de 2023, Yuehua Entertainment anunció que Everglow lanzaría nueva música el 18 de agosto. Un día después, se anunció que lanzarían su cuarto álbum sencillo titulado All My Girls, y se publicó también el calendario promocional ese mismo día. El 3 de agosto, se publicó la lista de canciones con «Slay» anunciado como sencillo principal. El vídeo teaser musical, que muestra a las miembros individualmente, fue lanzado del 7 al 12 de agosto. El 14 de agosto se lanzó el vídeo teaser musical, que muestra a todo el grupo. La canción fue lanzada junto con el álbum sencillo y su vídeo musical el 18 de agosto.

## Composición
«Slay» fue escrita y compuesta por Andy Love, Lauren Dyson y 72, con Ji Su-jeong de Mumw participando en la escritura de la letra, David Anthony participando en la composición y Bangkok participando en el arreglo. Fue descrita como una canción de hip hop electrónico caracterizada por un «poderoso ritmo de batería y una melodía repetitiva».

## Desempeño comercial
«Slay» debutó en el puesto 83 en el Circle Download Chart de Corea del Sur en la edición del 13 al 19 de agosto de 2023.

## Promoción
Antes del lanzamiento de All My Girls, el 18 de agosto de 2023, el grupo realizó un evento en vivo para presentar el EP y sus canciones, incluyendo «Slay», y para interactuar con sus fans. Posteriormente, el grupo actuó en cuatro programas musicales en la primera semana de promoción: M Countdown de Mnet el 24 de agosto, Music Bank de KBS el 25 de agosto, Show ! Music Core de MBC el 26 de agosto y Inkigayo de SBS el 27 de agosto. En su segunda semana de promoción, actuaron en seis programas musicales: The Show de SBS M el 29 de agosto, Show Champion de MBC M el 30 de agosto, M Countdown el 31 de agosto, Music Bank el 1 de septiembre, !Show! Music Core el 2 de septiembre e Inkigayo el 3 de septiembre donde ganaron el primer lugar por su aparición en Show Champion .

## Reconocimientos
| Programa      | Fecha                | Ref.   |
| ------------- | -------------------- | ------ |
| Show Champion | 30 de agosto de 2023 | [ 17 ] |

## Posicionamiento en listas
| Listas (2023)                           | Mejor posición |
| --------------------------------------- | -------------- |
| South Korea Download (Circle)           | 83             |
| US World Digital Song Sales (Billboard) | 13             |

## Historial de lanzamientos
| Región | Fecha                | Formato | Etiqueta |
| ------ | -------------------- | ------- | -------- |
| Varios | 18 de agosto de 2023 |         |          |